# فردوسی (گیاه)

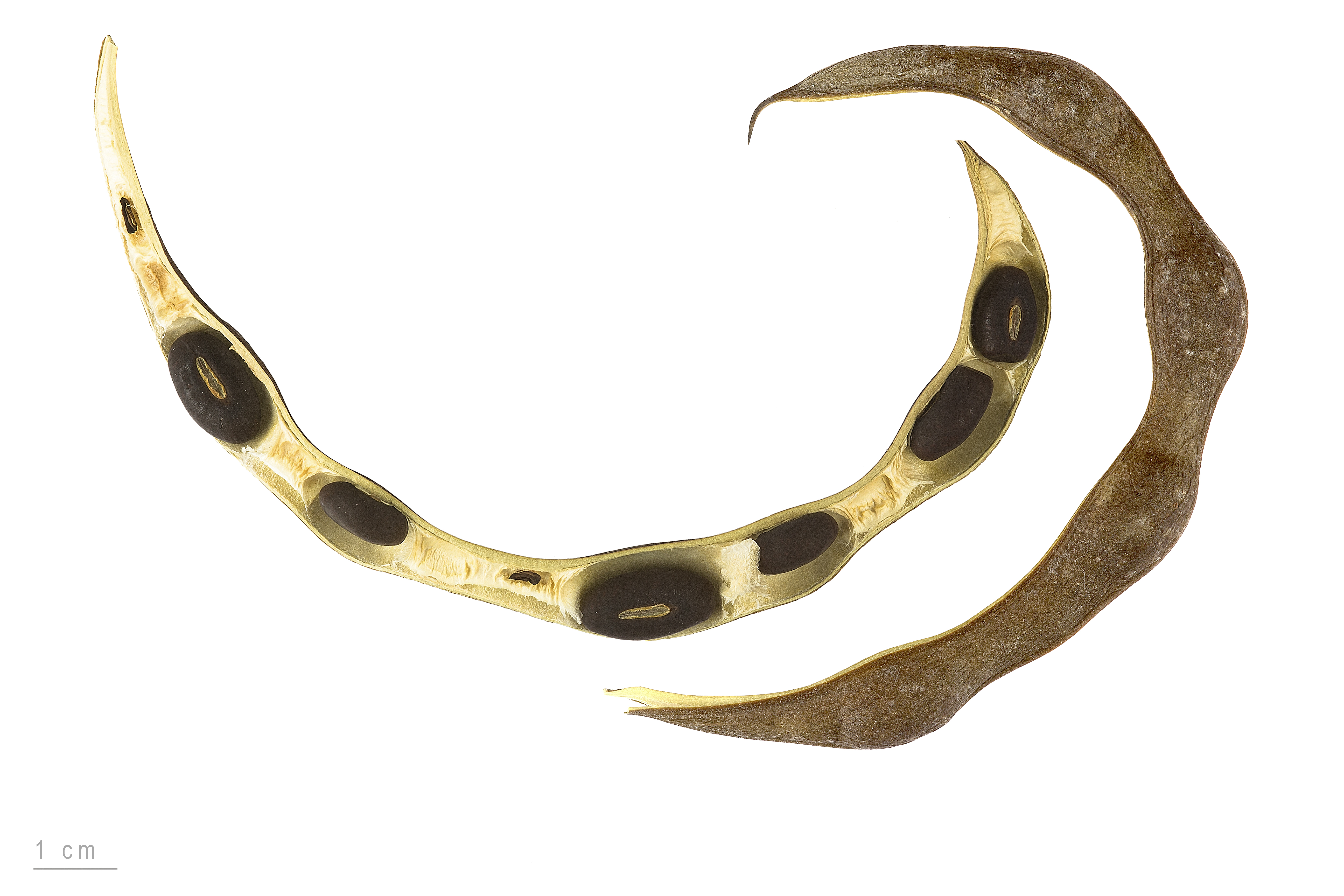
Erythrina crista-galli

فردوسی (نام علمی: Erythrina crista-galli) یا به زبان محلی سیبو درختچه یا درختی کوچک است که به‌طور طبیعی در آمریکای جنوبی و به‌طور معمول ۸–۵ متر رشد می‌کند.
فردوسی گل ملی کشور آرژانتین و اروگوئه است.

## افسانه گل سیبو
داستان معجزه آناهی بومی نماد شجاعت و قدرت در برابر رنج است که با این گیاه ملی آرژانتین که در ماه اکتبر شکوفا می‌شود مرتبط است. گل سیبو داستان یک شاهزاده خانم جنگجو را روایت می‌کند.
در سواحل پارانا، زنی بومی، به نام آناهی زندگی می‌کرد. در بعدازظهرهای تابستان، او همه مردم قبیله گوارانی خود را با آهنگ‌های خود با الهام از خدایانشان و عشق به سرزمینی که مالک آن بودند خوشحال می‌کرد … اما فاتحان اروپایی سفیدپوست از راه رسیدند، که قبایل را ویران کردند و سرزمین‌ها، مجسمه خدایان را ربودند. آناهی همراه با دیگر سرخپوستان به اسارت درآمد. او روزهای زیادی را با گریه و شب‌های زیادی را بیدار گذراند تا اینکه یک روز که خواب بر نگهبانش غلبه کرد، موفق به فرار شد، اما با این کار نگهبان از خواب بیدار شد و آناهی برای رسیدن به هدفش خنجری را در سینه نگهبانان فروکرد و به جنگل فرار کرد. فریاد زندانبان در حال مرگ، دیگر اسپانیایی‌ها را بیدار کرد و آناهی را مانند شکار تعقیب کردند. آنها موفق شدند او را بگیرند و برای انتقام از قتل قیم، به عنوان مجازات، او را به درختی بستند و آتش زدند. و هنگامی که شعله‌های آتش شروع به بالا آمدن کرد، آناهی به درخت تبدیل شد. سحرگاه بعد، سربازان خود را در برابر منظره درختی زیبا با برگهای سبز براق و گلهای قرمز مخملی دیدند که با شکوه و عظمت خود به عنوان نماد شجاعت و قدرت در برابر رنج نشان داده شد.